# Illinoia rhokalaza
Illinoia rhokalaza är en insektsart som först beskrevs av Tissot och Pepper 1944.  Illinoia rhokalaza ingår i släktet Illinoia och familjen långrörsbladlöss. Inga underarter finns listade i Catalogue of Life.